# Ryōta Hayasaka
Ryōta Hayasaka (jap. 早坂 良太 Hayasaka Ryōta; ur. 19 września 1985 w Narze) – japoński piłkarz występujący na pozycji pomocnika, zawodnik Hokkaido Consadole Sapporo.

## Życiorys

### Kariera klubowa
Od 2008 roku występował w klubach Honda F.C. i Sagan Tosu.
6 stycznia 2017 podpisał kontrakt z japońskim klubem Hokkaido Consadole Sapporo, umowa do 31 stycznia 2020.

## Sukcesy

### Klubowe
Hokkaido Consadole Sapporo
- Zdobywca drugiego miejsca Pucharu Ligi Japońskiej: 2019